# Nina Zöggeler
Nina Zöggeler (* 5. Februar 2001 in Lana) ist eine italienische Rennrodlerin.
Nina Zöggeler ist Tochter des früheren Rennrodlers und zweifachen Olympiasiegers Armin Zöggeler und Cousine der Rennrodlerin Sandra Robatscher. Die Südtirolerin lebt in Völlan und besuchte die Sportoberschule Mals.
Ihr internationales Debüt gab Zöggeler in der Saison 2015/16 im Jugend A Weltcup Rennrodeln. Auf der dritten Station der Rennserie am Königssee wurde sie in ihrem ersten Rennen 30. und erhielt dafür ihre ersten elf Weltcup-Punkte. Das beste Ergebnis bei vier Starts erreichte sie beim Saisonfinale in Oberhof, wo sie 25. wurde. In der Gesamtwertung der Saison wurde sie mit 50 Punkten 30. Auch in der folgenden Saison kam sie erst nach den beiden Weltcups in Übersee zu ihren ersten Rennen. Bei ihrem ersten Saisonrennen in Igls erreichte sie dann nicht nur ihre erste Top-Ten-Platzierung, sondern verpasste als Viertplatzierte nur knapp den Sprung auf das Podium. Auch in den restlichen drei Rennen war sie nie schlechter als Rang sechs und wurde in der Gesamtwertung mit 215 Punkten Achte. 2016/17 bestritt Zöggeler alle fünf Rennen. In Oberhof rodelte sie hinter Verena Hofer und Sophie Gerloff als Dritte erstmals auf das Podium. Auch bei den beiden Rennen in Igls wurde sie Dritte, beim zweiten Rennen in Oberhof sowie in Königssee jeweils Vierte. Einzig beim letzten Saisonrennen in Winterberg erreichte sie mit ihrem Streichresultat für die Gesamtwertung, einem sechsten Rang, eine schlechtere Platzierung als Rang vier. In der Gesamtwertung war sie hinter Hofer, Gerloff und Merle Fräbel Vierte. Saisonabschluss wurden die Rennrodel-Juniorenweltmeisterschaften 2018 in Altenberg. Es waren zugleich die ersten internationalen Meisterschaften Zöggelers. Nach dem ersten Durchgang lag sie noch auf einem aussichtsreichen achten Rang, am Ende wurde sie nach einem weniger gelungenen zweiten Durchgang, bei dem die sie 14. Zeit erreichte, 12.

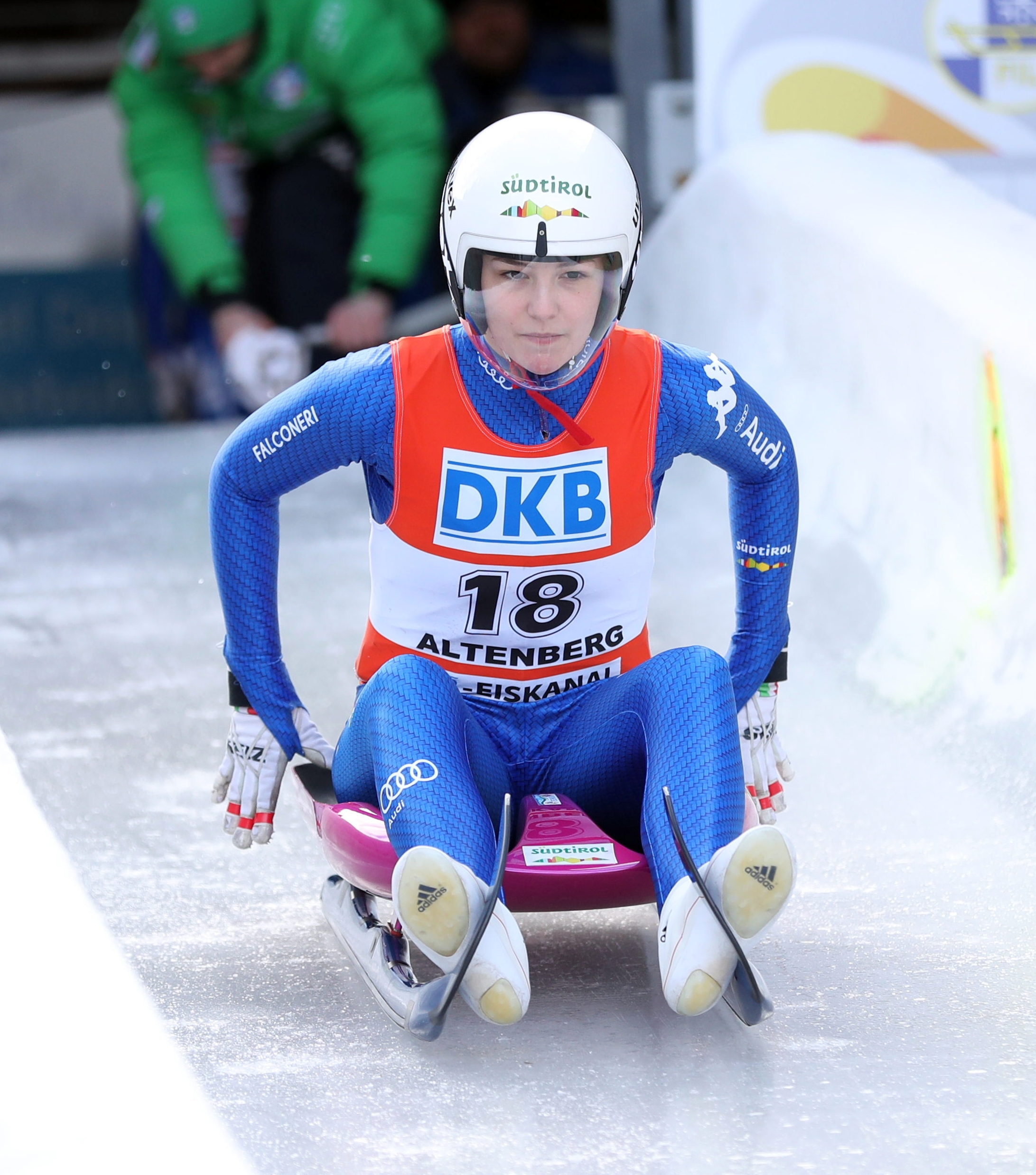
Zöggeler bei dem Juniorenweltmeisterschaften 2018

Zum Auftakt der Saison 2017/18 kam Nina Zöggeler in Igls – an selber Stelle debütierte auch ihr Vater 25 Jahre zuvor im Rennrodel-Weltcup – zu ihrem ersten Einsatz bei den Frauen im Weltcup. Im Nationencuprennen belegte sie den neunten Rang und konnte sich damit sogleich für das Hauptrennen qualifizieren. Dort erreichte sie als zu dieser Zeit erst 16-Jährige einen beachtlichen 15. Rang. Für den Rest der Saison kam sie weiterhin bei den A-Juniorinnen zum Einsatz. In der Gesamtwertung des Nationencups wurde sie mit 39 Punkten 47., im Weltcup mit 26 Punkten 42.
Zum Auftakt in die durch die COVID-19-Pandemie eingeschränkte Saison 2020/21 startete Zöggeler in Igls. Nachdem sie sich als Zehnte des Nationencups für das Hauptrennen qualifizieren konnte, erreichte sie auch in dem Rennen den zehnten Rang und damit die sichere Qualifikation für das Sprintrennen, in dem sie 12. wurde.

## Einzelbelege
1. ↑  Gesamtwertung der Saison 2015/16
2. ↑  Gesamtwertung der Saison 2016/17
3. ↑  Gesamtwertung der Saison 2017/18
4. ↑  Mit 16 Jahren: Zöggelers Tochter debütiert im Rodel-Weltcup

| Personendaten    | Personendaten             |
| ---------------- | ------------------------- |
| NAME             | Zöggeler, Nina            |
| KURZBESCHREIBUNG | italienische Rennrodlerin |
| GEBURTSDATUM     | 5. Februar 2001           |
| GEBURTSORT       | Lana                      |